# 손응성
손응성(孫應星, 1916년 ~ 1979년)은 대한민국의 서양화가이다.

## 생애
강원도 평강 출생이다. 배재고등보통학교 재학 중이던  1934년 조선미술전람회에 정물화를 입상시키며 등단했고, 일본에 유학하여 다이헤이요 미술학교에서 서양화를 공부했다.
일제강점기 말기에 친일 미술인 모임인 단광회를 결성하고 〈조선징병제실시기념화〉 집단 창작에 참가하는 등 친일 행적을 보였다.
광복 후 홍익대학교 미술대학 교수를 지냈고, 1947년 우익 계열의 순수미술 조형단체인 미술문화회에, 1958년에는 사실주의 화가들과 결성한 목우회에 참가했다. 한국 전쟁 때는 대한민국 국군의 종군화가로 참전했다.
창덕궁의 비원을 즐겨 그려 비원파(秘苑派)의 창시자로 불리는 등 사실주의적 풍경화와 정물화를 많이 남겼다. 화풍은 편집광적이라는 평이 있을 만큼 정밀하고 꼼꼼한 편이며, 정물화는 원근법을 무시하고 대칭적 구도나 평면성을 강조하는 현대적 기법을 사용하고 있어 고전주의적 사실주의와는 다른 느낌을 준다. 정물화의 소재는 도자기나 고가구, 석류 등 과일, 굴비, 책, 불상 등 한국적인 소품들이 주를 이룬다.
타계할 때까지 한 번도 개인전을 갖지 못한 '비운의 화백'으로 기록되기도 한다.
소설가 최인호는 손응성 누이의 아들이다. 최인호는 한 산문을 통해 외삼촌인 손응성을 가리켜 평생 '조선의 빛깔과 영혼'을 추구한 사람이라고 회고한 바 있다.

## 같이 보기
- 단광회

## 참고자료
- 이규일 (1999년 11월 30일). 《이야기하는 그림》. 서울: 시공사. 131쪽쪽. ISBN 8952701623.